# Nhà nguyện Sistina
Nhà nguyện Sistina (/ˌsɪsˈtiːn ˈtʃæpəl/; tiếng Latinh: Sacellum Sixtinum; tiếng Ý: Cappella Sistina [kapˈpɛlla siˈstiːna]; tiếng Anh: Sistine Chapel) là một nhà nguyện trong Điện Tông Tòa, ở Thành Vatican. Ban đầu được gọi là Cappella Magna ('Nhà nguyện lớn'), nhà nguyện được đặt theo tên của Giáo hoàng Xíttô IV, người đã xây dựng nó từ năm 1473 đến năm 1481. Kể từ thời điểm đó, nhà nguyện đã đóng vai trò là nơi sinh hoạt tôn giáo và chức năng của các Giáo hoàng. Ngày nay, đây là nơi diễn ra Mật nghị Hồng y, nhằm bầu chọn ra Giáo hoàng mới. Sự nổi tiếng của Nhà nguyện Sistine chủ yếu nằm ở các bức bích họa trang trí bên trong, đặc biệt nhất là 2 công trình nghệ thuật: Trần nhà nguyện Sistina và Sự phán xét cuối cùng, đều được vẽ bởi thiên tài nghệ thuật Michelangelo.
Trong thời kỳ trị vì của Giáo hoàng Xíttô IV, một nhóm họa sĩ thời Phục hưng Ý bao gồm Sandro Botticelli, Pietro Perugino, Pinturicchio, Domenico Ghirlandaio và Cosimo Rosselli, đã tạo ra một loạt các bức bích họa mô tả Cuộc đời của Moses (Life of Moses) và Cuộc đời của Chúa Kitô (Life of Christ), bù đắp bằng những bức chân dung của Giáo hoàng ở trên và xếp nếp trompe-l'œil bên dưới. Những bức tranh này được hoàn thành vào năm 1482, và vào ngày 15/08/1483, Xíttô IV đã cử hành thánh lễ đầu tiên tại nhà nguyện Sistine cho Lễ Đức Mẹ Lên Trời, tại buổi lễ này nhà nguyện được thánh hiến và dành riêng cho Đức Trinh Nữ Maria.
Giữa năm 1508 và 1512, dưới sự bảo trợ của Giáo hoàng Giuliô II, Michelangelo đã vẽ bích hoạ cho trần nhà nguyện, một dự án đã thay đổi dòng chảy nghệ thuật phương Tây và được coi là một trong những thành tựu nghệ thuật lớn của nền văn minh nhân loại. Sau sự kiện Bao vây thành Roma (1527), Michelangelo trở lại Vatican và trong khoảng thời gian từ 1535 đến 1541, ông đã vẽ bức bích hoạ Bản án cuối cùng (The Last Judgment) theo đề nghị của Giáo hoàng Clêmentê VII và Phaolô III. Sự nổi tiếng của các bức tranh của Michelangelo đã thu hút rất nhiều du khách đến nhà nguyện kể từ khi chúng được sáng tác cách đây 500 năm.